# Riu Lule
El Riu Lule (en lule sami: Julevädno; en suec Lule älv o Luleälven) és un riu important de Suècia, que neix al nord del país i que flueix en direcció sud-est durant 460 km (290 mi) fins a arribar al golf de Bòtnia, a Luleå. Amb una conca hidrogràfica de 25.240 km² (750 km² dels quals situats a Noruega), és el segon riu més llarg per l'àrea o la longitud de la conca hidrogràfica al comtat de Norrbotten (després del riu Torne i molt lleugerament per davant del riu Kalix), però és el més gran per cabal mitjà.
El riu és una font important d'energia hidroelèctrica, amb important centrals com la de Porjus i la Harsprånget de 977 MW, comissionada el 1952 i ampliada el 1983 per convertir-se en la central hidroelèctrica més gran del país.
El riu fou utilitzat àmpliament fins als anys vuitanta, per a transportar troncs de fusta que flotaven riu envall fins a arribar a Luleå, on eren processats. Hi ha diversos ràpids importants al llarg del riu, en particular les Cascades Stora i els de Porjus i Harsprånget, on avui dia hi ha les centrals hidroelèctriques homònimes.
Durant els segles XIX i XX, el riu va ser designat com a línia defensiva contra una possible futura invasió de l'Imperi Rus i, posteriorment, de la Unió Soviètica. Tot i que avui en dia ja no s'utilitzen, la majoria encara es conserven al llarg de tota la longitud del riu, culminant amb la fortalesa de Boden a la ciutat de Boden. La majoria d'aquestes fortificacions i búnquers ja no s'utilitzen avui dia.
El riu Lule Major (vegeu més avall) comença prop de Sårjåsjaure, a les muntanyes a l'oest de Gällivare. L'aigua flueix al llac Virihaure, que també recull aigua del Kerkevare (a través del Kettaurejokk) i de l'Alkajaure (a través del Millätno). El riu Tukejokk també s'uneix al Lule al mateix llac. Deixant el Virihaure al nord, el riu arriba al llac Vastenjaure després de perdre 32 metres d'altitud en una distància de 2,2 km. Després flueix pel Vuojatätno fins als llacs Kutjaure i Luoktanjarkajaure, recollint aigua d'altres llacs del parc nacional de Sarek, com ara del Salohaure, i d'altres situats al llarg de la frontera amb Noruega. Hi ha nombroses cascades i ràpids al riu. El més conegut, de ràpid, és el Stora Sjöfallet, situat al final del llac Akkajaure, on l'aigua cau 39,6 m des del Kårtjejaure fins al Langasjaure. En aquest mateix llac, el Vietasajokk s'uneix al Lule. El llac més gran de tot el riu és el Stora Lule träsk. Aquí el riu arriba al bosc, i després del llac s'hi uneix el riu Muddus, del Parc Nacional homònim. Al cap de 75 metres, prop del poble de Vuollerim, el riu conflueix amb el Lule Menor (un afluent del major). El Lule passa el Porsiforsen (25 m sobre 2 km), Edefors i Hedens fors. Desemboca al mar Bàltic a través del Bälingefjärden i del Lulefjärden.
Altres rius de la conca hidrogràfica del Lule amb una longitud superior a 100 km són: el riu Negre (Suècia), el Flarkån, el Lule Menor, el Pärl, el Rissajåkkå, el Vietasätno i el Bodträskån.

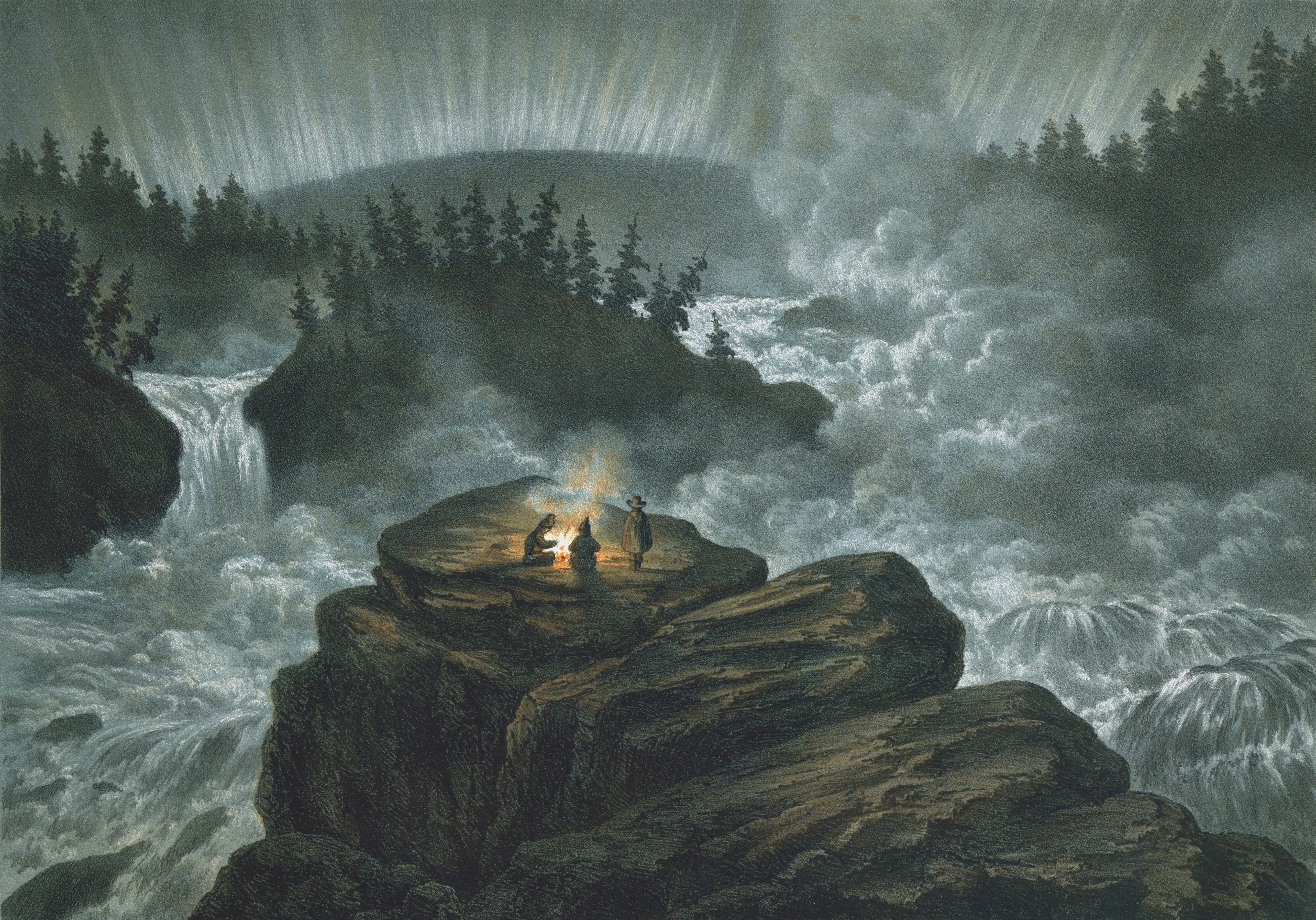
Aquesta litografia de l'any 1856 mostra la cascada de Harsprånget una nit polar amb l'aurora boreal visible. La cascada, que antigament duia el nom de Njommelsaska, fou la més gran de tot el riu. Avui dia s'hi troba la central hidroelèctrica més gran de Suècia, la central hidroelèctrica de Harsprånget.